# 锚盗蛛
锚盗蛛（学名：Pisaura ancora）为盗蛛科盗蛛属的动物。分布于朝鲜、俄罗斯以及中国大陆的浙江、四川、甘肃、湖南、陕西、山东、宁夏、河南、等地，一般生活于山间草丛。该物种的模式产地在朝鲜。